# Спеде Пасанен
Пертті Олаві «Спеде» Пасанен (нар. 10 квітня 1930, Куопіо — пом. 7 вересня 2001, Кіркконуммі) — фінський комік, актор, сценарист, режисер, продюсер, автор пісень і винахідник, якого називають «майстром розваг на всі руки». Був популярним і успішним артистом у Фінляндії з 1960-х до 1990-х років.
Пасанен розпочав свою кар'єру в 1950-х роках з другорядних ролей у студійних фільмах. У 1960-х роках він зробив власні скетч-шоу для радіо та телебачення і створив серію успішних кінокомедій, таких як Х-Пароні, Божевільна Фінляндія, Міліпіллері та Про сімох братів. У 1970-х роках Пасанен зосередився винятково на фільмах і створив персонажа Ууно Турхапуро, навколо якого серія фільмів виросла до 19 частин, і з яким він досяг найбільшого успіху в публіки. У 1980-х роках він повернувся на телебачення, спочатку продовживши шоу «Spede Show», яке вже було зроблено в 1960-х і 1970-х роках, а потім — конкурсну програму на «Speden Speleillä». Пасанен посів 17 місце в конкурсній програмі Suuret suomalaiset, організованій Yleisradio.

## Дитинство і юність
Пертті Олаві Пасанен народився в 1930 році в Куопіо як перша дитина Кусті та Хельмі Пасанен (уроджена Рантала). Його батько був лісовим техніком і працював районним менеджером паперової компанії Ahlström. У сім'ї народилося ще двоє дітей, Рісто в 1932 році і Вірпі в 1936 році. На думку жителів Куопіо, родина Пасанена була більш заможним середнім класом. Прізвисько «Спеде» походить від імені Спіді, яке Пасанен отримав на хокейній арені, і слідував за ним з юних років. «Спіді» відноситься до Спіді Гонзалеса, героя-мишки мультфільмів Warner Brothers Looney Tunes і Merrie Melodies.
Спеде розпочав навчання в державній школі в 1937 році в Пуістокоулу в Куопіо, яку одночасно відвідували син його далекого родича, майбутній актор Вейо Пасанен, майбутній акордеоніст Вейко Ахвенайнен і майбутній кінорежисер Рауні Моллберг. Пізніше Вейкко Ахвенайнен згадував, що Спеде ще як школяр був відомий своєю винахідливістю та створенням різноманітних трюків і розіграшів.
Почав працювати у віці десяти років і заробляв на кишенькові гроші, серед іншого, сортувальником пошти в поїзді та каскадером у кінотеатрі «Палаці». Разом із батьком він також брав участь у допоміжних заготівлях, а пізніше — у складніших лісових роботах.
У дитинстві головними інтересами Пасанена були кіно, спорт, різноманітні ігри та створення винаходів. У спорті та іграх він зазвичай перемагав інших, а з іншого боку, він був відомий як невдаха — перші чотири роки до переведення в ліцей Куопіо його успішність у школі була помірною. Спіде був головною зіркою ліцейських вечірок або зборів, захоплено грав у хокей і проводив хімічні експерименти в підвалі свого будинку. Натомість його оцінки знизилися. Навесні 1948 року він отримав атестат на п'ять балів із чотирьох і залишився в класі, провівши весну, в основному будуючи саморобний скутер із деталей, знайдених у магазинах сміття.
Коли Спіде все ще сварився з кількома своїми вчителями, батьки вирішили віддати його в іншу школу. Восени 1950 року він перевівся до ліцею Ійсалмі, куди вступив навесні 1952 року. Наступного року відбув військову службу і повернувся додому офіцером-зенітником запасу. Протягом року він також встиг з'явитися на розважальному турі з військами оборони, який об'їздив гарнізони, розважаючи солдатів.

## Кар'єра

### Актор кіно
Восени 1953 року Пасанен переїхав до Гельсінкі й почав навчання на факультеті політичних наук Гельсінського університету. Однак замість навчання він зосередився на житті департаменту Саво, де служив генеральним церемоніймейстером і організатором вечірок. Зокрема, вечірки першокурсників, вечірки посвячення нових студентів, організовані Пасаненом, набули популярності в університеті та інших факультетах. У студентському світі він також познайомився з Юккою Віртаненом і Матті Кууслою, обидва з яких пізніше стали важливими партнерами. Завдяки Кууслу, який працював асистентом студії на Fennada-Film, Пасанен отримав роль статиста у фільмі Laiva kakkan у 1954 році, де його бачили як члена матроської партії.

Уже в ліцеї Куопіо Пасанен зібрав гурт під назвою Bluff Brothers, до якого також увійшли Пентті Невалуома та Матті Куусла, які пізніше перебралися в Гельсінкі. У виступах гурту Невалуома грав на гітарі, а Пасанен і Куусла дозволяли різним голосам змішуватись у грі. Bluff Brothers грали у власних програмах та публічних заходах Пасанена. Гурт розпався 1963 року після того, як Невалуома переїхав до Ювяскюля, щоб стати ресторатором.
У 1950-х роках Спеде Пасасе став постійним помічником Fennada-Film. Після роботи статистиком він отримав свою першу значну ораторську роль у «Фінському вестерні» Аарне Таркаса Віллі Похйоли (1955). Водночас Пасанен шукав можливість потрапити до інших кінокомпаній. Протягом 1950-х років він зіграв ролі другого плану в кількох комедіях як для Fennada, так і для фінської кіноіндустрії, зокрема Tyttö lyyee karsarmi (1956), Vääpelin kahu (1957) і Assessor's naishhuolet (1958). Він також пробувався на роль Роки, Невідомого солдата, але вона дісталася Рейно Толване. Арман Лохікоскі залучив Пасанена до невеликих ролей у трьох своїх фільмах про Пекку і Петку: «Пекка і Петка в ланцюговій аварії» (1957), «Пекка і Петка в ролі людей-жаб» (1957) і «Пекка і Петка на Суеці» (1958).
У 1958 році Пасанен отримав незвичайну роль: він знявся в головній партії в інтерпретації Фінського національного балету «Дон Кіхота» Сервантеса. На роль шукали не справжнього артиста балету, а актора, який володів пантомімою та фізичною комедією, і Пасанен вразив хореографа Джорджа Гее під час прослуховування. Балет «Дон Кіхот» став найбільшим успіхом Національної опери у публіки в 1958 році. Того ж року постановку також відіграли в Німеччині, що стало першою поїздкою Пасанена за кордон.
Фільм Мікко Нісканена «Hopeaa rajan takaa» (1963) став важливою віхою в кар'єрі Пасанена: перша і єдина серйозна головна роль і остання роль у фільмі, створеному іншими. З кінця 1950-х років Пасанен почав завойовувати поле на радіо та телебаченні.

### Радіокомік
У 1950-х роках, крім акторської діяльності, Пасанен також написав кілька радіоскетчів для Yleisradio. Коли в 1956 році в компанії з’явилася вакансія розважального журналіста, він надіслав Yle заяву на роботу та купу скетчів і розіграшів, які він написав. Однак для цього завдання було обрано Ауне Ала-Туухонена, секретаря відділу розваг і досвідченого автора розважальних тем. У 1959 році посада репортера розважальних програм знову звільнилася в компанії, коли популярний Нійло Тарваярві перейшов на телебачення. Пасанен надіслав нову заявку, яка була майже повністю ідентична попередній, і додав примітку «моя папка вже там». Цього разу він отримав місце.
Пасанен приніс із собою на радіо стиль, який він створив на шкільних з’їздах і вечірках факультету, — крейзіко-комедію. Він порівнювався з американськими кінокоміками, такими як Боб Хоуп, Джеррі Льюїс і Денні Кей, і хотів принести на радіо швидкий і різкий американський стиль комедії. Він також був вдома перед живою публікою та витончено вів прямі трансляції, від яких більшість журналістів розважальної сфери здригнулися б. Пасанен розпочав свою кар'єру на радіо, ведучи колишню програму Тарваярві, недільний ранковий розважальний журнал Aamutuimaa, і, за словами керівника відділу розваг Антеро Алполи, програма швидко перетворилася на «особисте, майже без стороннього слинявого шоу Спеде».
Програми змінювали назви, але основна їхня ідея залишалася незмінною: дивувати слухачів лестощами та безладдям. Наприклад, з-під пера Пасанена народилися розважальні програми Kesäterässä, Ruljanssiriihi та Hupiklubi. Це були годинні розважальні вечори, які транслювалися в прямому ефірі в суботу ввечері, поєднуючи музику, сценки та жарти.
Персонаж папуги Г. Пула-ахо також народився в Рульянсрііхі. Пасанен хотів мати постійного аналога в програмі, і розробив папугу з жорстким обличчям, який говорив правду на стадіонному сленгу. Пасанен шукав підходящого виконавця для папуги серед кількох акторів і врешті вибрав Лео Йокелу. Пасанен винайшов стиль розмови Пула-ахо, коли закликав Йокелу наслідувати ведучого вікторини Тауно Раутіаї. У ескізах Йокела зобразив Пула-ахо, розмовляючи зубами в стилі Раутіайнена. Завдяки цьому і Пасанен, і Йокела, якого раніше бачили в ролях другого плану, почали ставати більш знайомими широкій публіці. Спільні скетчі Спеде і Пула-Ахо, в яких гострий папуга беззастережно принижував тупого ведучого, стали улюбленцями глядачів і були виконані десятки разів між 1960 і 1964 роками. Пасанен опублікував книгу про Г. Пула-Ахо «Пригоди папуги Г. Пула-Ахо», яка містила збірку етюдів папуги.
Пізніше Антеро Алпола писав у своїх мемуарах, що він був упевнений, що коли Спеде Пасанен прийшов на радіо, він навіть не уявляв, що це буде його остання посада, а що це буде лише етап у його власній кар'єрі: «Він такий особистий як творець програми, що «нормальна» робота журналіста не для нього раз і назавжди сісти Він не слухає готові записи інших людей і не вносить в них правки, не дає іншим ідей, не пробирається в сценаріях. І він не контактує з людьми, якщо вони не пов’язані з його власною програмою. Як на мене, він навіть не командник, хоча працює з командами і потребує їх. Група служить його цілям».
Ближче до середини 1960-х Радіо стало занадто тісним для Пасанена. Він давав все більше власних розважальних концертів і вступав у суперечки щодо зарплати з керівництвом Yleisradio. Конфлікт щодо зарплати був основною причиною того, що Пасанен пішов у відставку в 1964 році і повністю перейшов до кіно- та телевиробництва.

### Незалежний режисер
Спеде Пасанен і Яакко Паккасвірта в Х-Пароні в 1964 році. Спеде Пасанен і Яакко Паккасвірта познайомилися на зйомках фільму «Срібло за кордоном». Паккасвірта та Рісто Ярва, двоє молодих режисерів, були керівниками Filminor, виробничої компанії, що належить студентській спілці Технологічного університету. Спільний дебютний фільм Yö vai päivä (1962) приніс великі збитки компанії. Ярва і Паккасвірта домовилися з Пасаненом про спільний комедійний фільм, який можна було очікувати на хороший успіх. Згідно з угодою, Filminor займатиметься технічною стороною фільму, Пасанен отримуватиме фінансування, відповідатиме за зміст та історію фільму та виконуватиме головну роль. Результатом співпраці стала комедія Х-Пароні (1964), яка стала найуспішнішим фільмом першого року випуску.
Підбадьорений успіхом Пасанен став приватним підприємцем і заснував компанію Filmituantoan Spede Pasanen. У партнери він узяв свого старого друга Юкку Віртанена і молодого директора Mainostelevision Ере Кокконена. Пасанен–Віртанен–Кокконен Колміко створив низку успішних комедій у швидкому темпі, зокрема жарт бізнесмена «Мілліпіллері» (1966), пародійний фільм до 50-річчя незалежної Фінляндії «Божевільна Фінляндія» (1967), фінську версію легенди про Робін Гуда Про 7 братів (1968) і сатиричний телевізійний світ, The Miracles of Näköradiomiehen siekailut (1969). Своїми фільмами 1960-х років Пасанен раз і назавжди закріпив позицію найпопулярнішого коміка країни.
Юкка Віртанен припинив співпрацю після «Näköradiomiehen», але Ере Кокконес став найважливішим співавтором Пасанена до кінця його кінокар’єри. У той же час Пасанен знайшов двох чоловіків, які стали його визнаними акторами як на телебаченні, так і в кіно: Сімо Салмінен, який уже з’являвся в X-Baron, і Веса-Матті Луар, чия перша поява була в Noin 7 veljes. З 1960-х постійними обличчями фільмів про Спіде також були Лео Йокела, Олаві Ахонен і Юхані Кумпулайнен. У 1969 році на замовлення Кокконена Пасанен зняв свій перший кольоровий фільм Pohja stäteit. Фільм був програшним, і витрати були дорогими. Пасанен не поспішав переходити на кольорову плівку, тому що хотів отримати найкраще покриття для своїх фільмів. До 1978 року він знімав чорно-білі фільми.
У 1970 році було знято два фільми, першим з яких був «Юссі Пуссі», сценаристом і режисером якого був Кокконен. Пасанен був відповідальним за виробництво, але не з'явився у фільмі, і тема його не зацікавила. Фільм повністю відрізняється від попередніх фільмів про Спіде, оскільки Юссі Пуссі більш романтичний і сумний, ніж попередні кримінальні комедії. Фільм розповідає про велике кохання безгрошової студентки серед нинішнього політичного та сексуального студентського радикалізму. Фільм зібрав близько 167 000 глядачів, чого було достатньо, щоб покрити витрати на виробництво.
Другий фільм року «Спіді Гонсалес – син приблизно 7 братів» народився навколо тем дикого заходу, які були близькі серцю Пасанена в дитинстві. Відповідні місця для зйомок були знайдені в піщаних кар’єрах Hyrylä та піщаних пляжах Yyter. Сам Пасанен зіграв головну роль Спіді Гонсалеса, найшвидшого на Заході. Одного разу була знята сцена, де шериф, якого зіграв Лео Джокела, підкрадається позаду Спіді Гонсалеса, вставляє йому в спину пістолет, а герой розводить руками. Після цього ще один бандит наставив на шерифа револьвер, і ще один бандит. Утворюється шеренга, де з дюжина чоловіків стоять із націленими зброєю в спини тих, хто йде попереду. Віртанен зазначив Пасанену, що така сцена не може бути зроблена, тому що брати Маркс зробили те саме в класичному фільмі Päivä lännen. Пасанен навіть не чув про цей фільм. За словами Віртанена, Пасанен не потребував зразків для наслідування, але ідеї були повністю його власними. Фільм був фінансово успішним і приніс прибуток у 45 000 марок. Кінокомпанія Пасанена пережила свої попередні втрати, але в той же час він і Ере Кокконен багато років сварилися.
Після того, як Віртанен і Кокконен пішли, Пасанен випустив у кінотеатри три фільми: «Восьмий брат», «Радикали сатани» та «Хірттаметті», і всі вони призвели до фінансових втрат для нього. Вперше фільм «Восьмий брат» Пасанен зняв сам: написав сценарій, став режисером і виконав головну роль. «Звільнений» був другим вестерном Пасанена і його улюбленою роботою, але його втрати становили не менше 132 000 марок.
У «Радикалах Сатани» Пасанен дав можливість зняти фільм Хейккі Хуопайнену, Тімо Ніссі, Хейккі Нусіайнену та Пааво Пійроне, які закінчили Фінську театральну школу. Пасанен продюсував фільм, але не брав участі в його створенні. З точки зору продуктивності, радикали Сатани були найнижчою точкою кар'єри Пасанена до того моменту. Він все-таки почав планувати новий кольоровий фільм і, на свій подив, отримав позику на виробництво в розмірі 75 000 фінських марок для свого проекту від Фінського кінофонду. Фільм не був знятий, і Пасанен мав на увазі інший, який також залишився лише на рівні дизайну. Зрештою, він використав позику, щоб відшкодувати збитки Нежиті.
У своїх фільмах Пасанен ніколи не висміював релігію, країну чи політиків. Для нього було честю знімати фільми для всієї родини, і вони не демонстрували наготу та нецензурну лексику.